# SharpDevelop
SharpDevelop — вільне середовище розробки для C#, Visual Basic .NET, Boo, IronPython, IronRuby, F#, C++. Використовується як альтернатива Visual Studio .NET. Існує також форк на Mono/GTK+ — MonoDevelop. Остання версія вийшла в квітні 2016 року. На сьогодні розробка зупинена.
SharpDevelop 2.0 надає інтегрований налагоджувач, який використовує власні бібліотеки і взаємодіє з середовищем .NET через COM Interop.
Хоча SharpDevelop 2.0 (як і VS2005) використовує файли проекту у форматі MSBuild, воно як і раніше може використовувати компілятори від .NET Framework 1.0 і 1.1, а також від Mono.
На поточний момент підтримується версія .NET Framework від 2.0 до 4.5.1 і .NET Compact Framework 2.0 і 3.5.

## Можливості та особливості
- Написане повністю на C#.
- Підсвічування синтаксису для C#, IronPython, HTML, ASP, ASP.NET, VBScript, VB.NET, XML, XAML.
- Візуальний редактор для WPF і форм Windows Forms (COM-компоненти не підтримуються).
- Інтегрована підтримка NUnit, MbUnit і NCover.
- Інтегрована підтримка аналізатора збірок FxCop.
- Інтегрований налагоджувач.
- Інтегрований профайлер.
- Інтегрована підтримка SVN, Mercurial і Git.
- Конвертор коду між мовами C#, VB.NET, IronPython і Boo.
- Попередній перегляд документації, отриманої з документувальних коментарів.
- Розширюваність зовнішніми інструментами.
- Розширюваність на основі механізму додатків.